# شهرستان گریمز (تگزاس)
شهرستان گریمز، تگزاس (به انگلیسی: Grimes County, Texas) یک سکونتگاه مسکونی در ایالات متحده آمریکا است که در تگزاس واقع شده‌است.

## خصوصیات
شهرستان گریمز ۲٬۰۷۷٫۱۸ کیلومترمربع مساحت دارد.